# Harry Malmheden
Harry William Malmheden, född 2 november 1904 i Almundsryd, död 29 oktober 1991 i Lund, var en svensk matematiker och skolman.
Han avlade studentexamen i Kristianstad 1924, fil.mag.-examen 1929 samt fil.lic. 1934, båda vid Lunds universitet. Som forskarstuderande tillhörde han kretsen kring professor Marcel Riesz vid Lunds universitet. Han disputerade 1947 på en avhandling om hyperboliska differentialekvationer och utnämndes till docent i matematik vid Lunds universitet 1953.
Han undervisade i matematik vid olika tekniska skolor mellan 1929 och 1936, vidare vid Lunds Privata Elementarskola (nuvarande Spyken) 1937-1944 och som adjunkt vid Katedralskolan i Lund 1944-1949. Han var lektor vid Högre Allmänna Läroverket i Uppsala (nuvarande Katedralskolan i Uppsala) 1949-1952 och slutligen lektor i matematik vid Katedralskolan i Lund fr.o.m 1952, där han stannade till sin pensionering.
Malmheden upptäckte 1934 en elegant metod för att lösa Dirichlets problem på en sfär, d.v.s. ett sätt att lösa en differentialekvation då randvärdena är kända. Resultatet har fått namnet ”Malmhedens teorem” och utvecklats vidare på senare tid.
Han forskade även om teorin för vågutbredning och vidareutvecklade Riesz' metoder inom detta område. Han utgav också en lärobok i matematisk statistik.